# Kee Marcello
Kjell Hilding Löfbom  (20 de fevereiro de 1960, Ludvika) é um músico sueco, conhecido por ter sido guitarrista da banda de hard rock Europe entre 1986 e 1992. Toca em carreira solo desde 1995.

## Biografia
Entre 1981 e 1982, ele foi guitarrista e produtor em Noice, onde conheceu Peo Thyrén, e juntos eles se juntaram para a formação da banda, Easy Action. Eles se tornaram o primeiro grupo sueco assinar um contrato internacional com o selo Warner SIRE, uma gravadora importante nos Estados Unidos. Easy Action esteve ativo durante os anos 1983 e 1986 e lançou dois álbuns Easy Action (1983) e That Makes One (1986), este mais em um direcionamento ao pop rock.
Easy Action e Finnish Hanoi Rocks foram algumas das maiores fontes de inspiração para as bandas na onda americana glam, que teve seu avanço alguns anos depois com bandas como Mötley Crüe, Poison e Guns N' Roses. Poison foi processado pela gravadora Warner / Chappell Music em 1989 pelo roubo do segundo maior hit de seu álbum de estreia, "I Want Action", que era quase idêntico a canção de Easy Action, "We Go Rocking", do álbum de estreia de 1983. Tornou-se um 'acordo'. do tribunal ', onde Poison foi forçado a pagar grandes danos e admitir que eles plagiaram a música.
Em 1986, Marcello foi convidado para ser o novo guitarrista no Europe, após a saída do John Norum.
Marcello se juntou à banda pouco antes da turnê internacional do álbum The Final Countdown e, assim, fez turnês durante os anos 80. Ele foi guitarrista nos dois álbuns seguintes, Out of This World e Prisoners in Paradise. 
Desde 1995, Marcello toca em sua carreira solo, onde é vocalista e guitarrista.

## Discografia
Como parte do Easy Action
- 1983: Easy Action
- 1986: That Makes One

Como parte da Europe
- 1988: Out of This World
- 1991: Prisoners in Paradise
- 1992: 1982-1992
- 1997: Definitive Collection
- 2004: Rock the Night: The Very Best of Europe
- 2009: The Final Countdown: The Best of Europe

Como Kee Marcello's K2
- 2004: Melon Demon Divine

Álbuns solo
- 1995: Shine On
- 2011: Redux: Europe
- 2013: Judas Kiss
- 2016: Scaling Up

Como Kee of Hearts
- 2017: Kee of Hearts

Com outros artistas
- 1982: Noice – Europa
- 1986: Mikael Rickfors –  Rickfors
- 1991: Infra-Blue, Joey Tafolla, Shrapnel
- 1991: Judas River, Mikael Rickfors
- 1991: A Bit on the Side, Torben Schmidt, Thunderstruck Records
- 1992: Kosmonaut Gagarins Rapport, Edin Adahl, Viva Records
- 1992: Back to the Roots, Ulf Wakenius, Universal Music
- 1993: Walter Ego, Sy Klopps, Guitar Recordings
- 1993: Red Fun – Red Fun, Music For Nations
- 1997: Happy Man Don't Kill, Mikael Rickfors, Sonet Grammofon AB
- 1997: Remember my name, Sand & Gold, Base Point Media
- 1997: Killer Bee, World Order Revolution, Freedom Records
- 1999: Colony, Nuclear Blast
- 2001: Eclipse, The Truth and a little more, z records
- 2002: city boy blues, Zinny J. Zan, Fastlane Fecords
- 2003: Lost in Vain, LAUDAMUS, Escape Music
- 2003: Wake the Nations, Ken Tamplin, Song Haus Music
- 2003: Fire, Walk with Me, VII Gates, Sound Riot
- 2005: Taste Some Liberty, Pavic, Anteo Records & Publishing
- 2005: The race is on, Sha-Boom, AOR Heaven
- 2007: Andrew Bordoni & Friends, Andrew Bordoni, Awb Productions Inc
- 2008: No Man's Land, Myland, Valery Records
- 2008: Unconditioned, Pavic, Anteo Records & Publishing
- 2009: Aphasia, Alex Falcone, Rock Royce Records
- 2009: Lit Up: A Millennium Tribute to Buckcherryteaming up with Chris Catena, Versailles
- 2009: Glamunition, Åge Sten Nilsen, Universal Records
- 2009: Back to the Roots, Ulf Wakenius, Universal Records
- 2010: Earth Shadow, Yana Mangi, Sakuntala
- 2011: Unfinished Business, Eric Carr, Auto Rock Records
- 2012: Mountain, Nubian Rose, MBM Import Service
- 2014: Thomas Zwijsen - Perferct Storm (Nylonized Album), Yellowdog and Blacklake [3]
- 2014: Cry Wolf, Wolfpakk, AFM Records
- 2015: Kingdom of Isolation, Airstream, Metalville Records
- 2016: Wide Eyes, Lost in the night,The Diamond ( Sincom Music Simone Cozzetto)